# Scopula irrufata
Scopula irrufata är en fjärilsart som beskrevs av W. Warren 1906. Scopula irrufata ingår i släktet Scopula och familjen mätare. Inga underarter finns listade.